# Kale Berg
De Kale Berg, soms Kalenberg, is een 46,5 meter hoge heuvel in de Nederlandse provincie Gelderland.
De Kale Berg is deel van de stuwwal bij Lochem waarvan de Lochemse Berg het hoogste punt vormt. De Kale Berg ligt ten zuidoosten van deze heuvel, ook tussen Lochem in het noorden en Barchem in het zuiden. De Kale Berg behoort voor een deel met de Lochemse Berg tot een 171 hectare groot natuurgebied van Stichting Geldersch Landschap. Het andere deel (met de top) is eigendom van Stichting Beheer Landgoed de Kalenberg.
Op de noordelijke flank van de Kale Berg is de Witte Wievenkoele, een plek waar volgens oude verhalen in nachtelijke uren witte wieven dwalen. Op de top van de Kale Berg stond vanaf het begin van de 20e eeuw een koepeltje, het Schuilkoepeltje, dat wandelaars konden gebruiken om uit te rusten en van het uitzicht te genieten. Dit koepeltje werd aan het begin van de jaren 1970 afgebroken. Inmiddels is in het uitgedunde dennenbos op de heuvel een nieuw zeshoekig koepeltje van onbehandeld larikshout gebouwd.

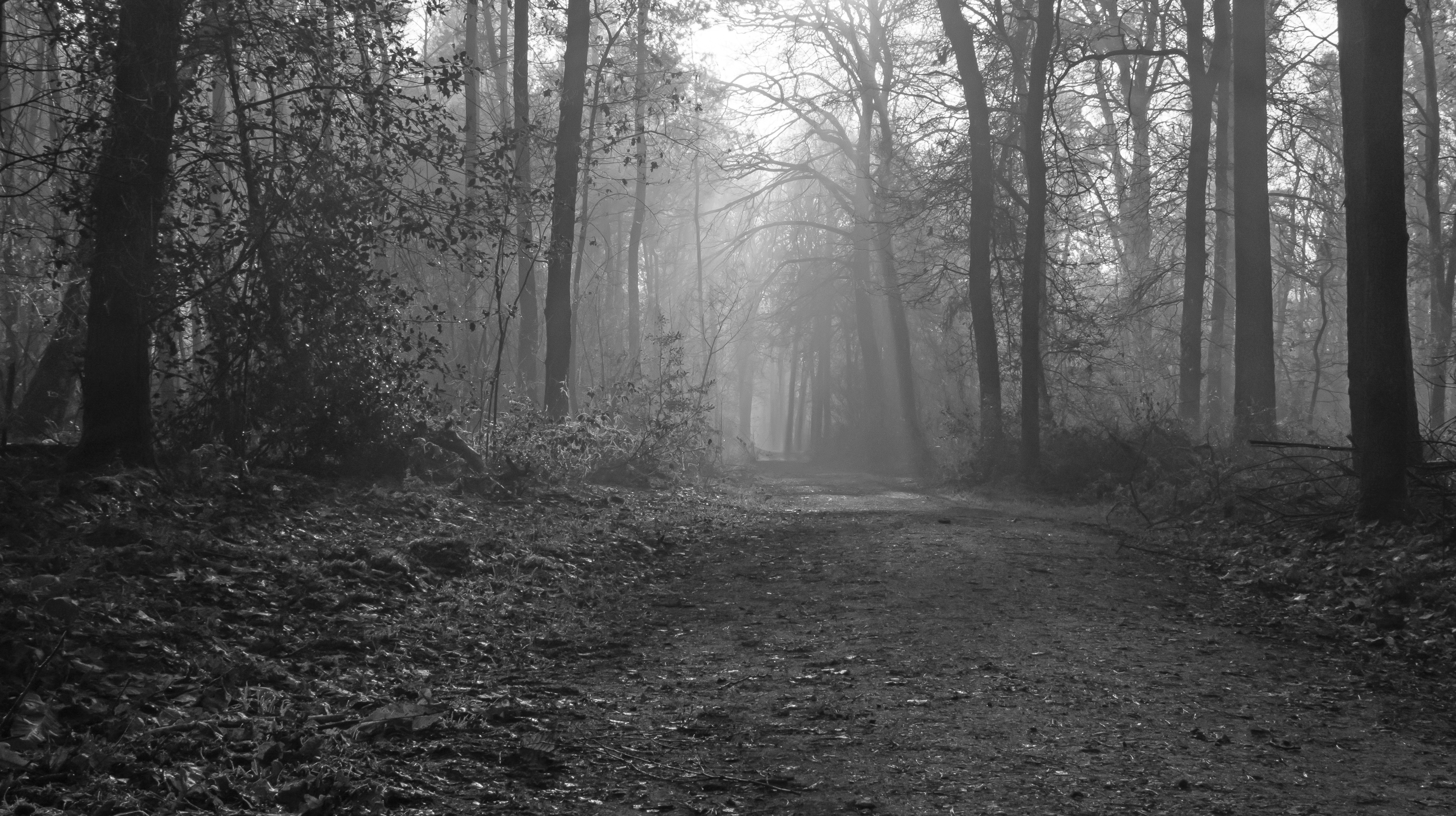
Bospad bij de Kale Berg